# SN 2011ft
SN 2011ft – supernowa typu Ib odkryta 30 sierpnia 2011 roku w galaktyce UGC 11021. W momencie odkrycia miała maksymalną jasność 17,10m.